# Spencer Boldman

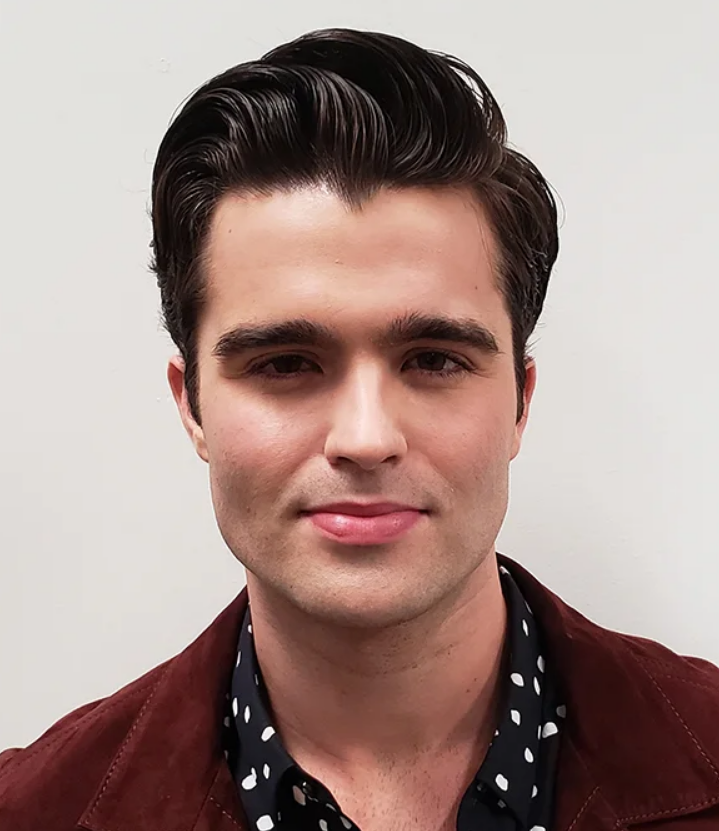
Spencer Boldman

Spencer Thomas Boldman (* 28. Juli 1992 in Dallas, Texas) ist ein US-amerikanischer Schauspieler.

## Leben
Spencer Boldman wurde im Juli 1992 in Dallas, Texas, geboren und wuchs in einem Vorort von Plano auf. Boldman hat einen älteren Bruder und lebt derzeit mit seiner Familie in Los Angeles, Kalifornien.
Im Alter von 12 Jahren  erhielt er eine Rolle im Schultheater. Sein Lehrer war so begeistert von ihm, dass er ihm weitere Rollen im Theater gab. Dadurch stieg seine Leidenschaft für die Schauspielerei an. Nach einem Treffen mit einem Talent-Manager in Los Angeles erhielt er kleinere Rollen in Fernsehserien. Er gab sein Debüt 2009 in einer Folge von ICarly. Danach war er in drei Folgen von Tripp’s Rockband zu sehen. An der Seite von China Anne McClain war er in dem Disney-Channel-Pilot Jack and Janet Save the Planet als Jack zu sehen, der jedoch nicht zu einer Fernsehserie ausgebaut wurde. In dem Kinofilm 21 Jump Street war er 2012 als French Samuels zu sehen.
Sein Durchbruch gelang ihm mit der Rolle des Adam in der Disney-XD-Sitcom S3 – Stark, schnell, schlau, in der er seit 2012 zu sehen ist. 2013 absolvierte er einen Gastauftritt bei Jessie. Im 2014 erschienenen Disney Channel Original Movie Ferngesteuert verkörperte er die Rolle des Jackson Kale an der Seite von Zendaya. Ebenfalls 2014 war er in dem Spielfilm Dakota’s Summer als Bryce zu sehen.

## Filmografie
- 2009: ICarly (Fernsehserie, Episode 3x03)
- 2011: Tripp’s Rockband (I'm in the Band, Fernsehserie, 3 Episoden)
- 2012–2016: S3 – Stark, schnell, schlau (Lab Rats, Fernsehserie)
- 2012: 21 Jump Street
- 2013: Jessie (Fernsehserie, Episode 2x24)
- 2014: Ferngesteuert (Zapped, Fernsehfilm)
- 2014: Dakota’s Summer
- 2018: Cruise (Liebesfilm)
- 2022: Welcome to Chippendales (Fernsehserie, 4 Folgen)